# L'Homme de choc
 (juin 2019).
Si vous disposez d'ouvrages ou d'articles de référence ou si vous connaissez des sites web de qualité traitant du thème abordé ici, merci de compléter l'article en donnant les références utiles à sa vérifiabilité et en les liant à la section « Notes et références ».
L'Homme de choc est un roman écrit par Joseph Peyré, publié aux éditions Grasset en 1936. L'histoire se déroule pendant l’insurrection des Asturies  en octobre 1934, dans un contexte marqué par la guerre civile espagnole de 1936-1939. Face à une instabilité politique, les partis ouvriers asturiens (Union de los Hermanos Proletarios qui regroupe anarchistes et socialistes) organisent l’insurrection de la province contre Madrid, en pensant être à l’avant-garde de la révolution socialiste espagnole qui doit gagner tout le pays.

## Éditions
Ce roman a été publié chez plusieurs éditeurs.
- Paris, éditions Grasset, 1936 — édition originale
- Paris, Le Livre de poche, (no 3290), 1972